# Pericallis steetzii
Pericallis steetzii là một loài thực vật có hoa trong họ Cúc. Loài này được (Bolle) B.Nord. mô tả khoa học đầu tiên năm 1978.